# Mauritius a 2000. évi nyári olimpiai játékokon
Mauritius az ausztráliai Sydneyben megrendezett 2000. évi nyári olimpiai játékok egyik részt vevő nemzete volt. Az országot az olimpián 8 sportágban 20 sportoló képviselte, akik érmet nem szereztek.

## Asztalitenisz
Férfi
| Versenyző               | Versenyszám | Csoportkör                                                                                 | Csoportkör | 32-es főtábla     | Nyolcaddöntő      | Negyeddöntő       | Elődöntő          | Döntő             | Helyezés |
| Versenyző               | Versenyszám | Ellenfél Eredmény                                                                          | Hely.      | Ellenfél Eredmény | Ellenfél Eredmény | Ellenfél Eredmény | Ellenfél Eredmény | Ellenfél Eredmény | Helyezés |
| ----------------------- | ----------- | ------------------------------------------------------------------------------------------ | ---------- | ----------------- | ----------------- | ----------------- | ----------------- | ----------------- | -------- |
| Jean-Patrick Sahajasein | Egyes       | O csoport · Peter Franz (GER) · 9-21, 10-21, 12-21 · Matthew Syed (GBR) · 3-21, 8-21, 9-21 | 3.         | kiesett           | kiesett           | kiesett           | kiesett           | kiesett           | 49.      |

## Atlétika
Férfi
| Versenyző                                                         | Versenyszám     | Előfutam | Előfutam | Előfutam | Negyeddöntő | Negyeddöntő | Negyeddöntő | Elődöntő | Elődöntő | Elődöntő | Döntő   | Döntő    |
| Versenyző                                                         | Versenyszám     | Idő      | Hely.    | Össz.    | Idő         | Hely.       | Össz.       | Idő      | Hely.    | Össz.    | Idő     | Helyezés |
| ----------------------------------------------------------------- | --------------- | -------- | -------- | -------- | ----------- | ----------- | ----------- | -------- | -------- | -------- | ------- | -------- |
| Stéphane Buckland                                                 | 100 m           | 10,35    | 1.       | 20.****  | 10,26       | 4.          | 15.         | kiesett  | kiesett  | kiesett  | kiesett | kiesett  |
| Stéphane Buckland                                                 | 200 m           | 20,81    | 2.       | 20.      | 20,53       | 4.          | 16.         | 20,56    | 6.       | 10.      | kiesett | kiesett  |
| Éric Milazar                                                      | 400 m           | 45,66    | 4.       | 16.      | 45,52       | 5.          | 15.         | kiesett  | kiesett  | kiesett  | kiesett | kiesett  |
| Jonathan Chimier Éric Milazar Stéphane Buckland Fernando Augustin | 4 × 100 m váltó | 39,55    | 5.       | 22.      |             |             |             | kiesett  | kiesett  | kiesett  | kiesett | kiesett  |

| Versenyző        | Versenyszám | Selejtező | Selejtező | Döntő    | Döntő    |
| Versenyző        | Versenyszám | Eredmény  | Helyezés  | Eredmény | Helyezés |
| ---------------- | ----------- | --------- | --------- | -------- | -------- |
| Arnaud Casquette | Távolugrás  | 757 cm    | 34.*      | kiesett  | kiesett  |

Női
| Versenyző         | Versenyszám   | Selejtező | Selejtező | Döntő    | Döntő    |
| Versenyző         | Versenyszám   | Eredmény  | Helyezés  | Eredmény | Helyezés |
| ----------------- | ------------- | --------- | --------- | -------- | -------- |
| Caroline Fournier | Kalapácsvetés | 56,18 m   | 25.       | kiesett  | kiesett  |

* - egy másik versenyzővel azonos eredményt ért el

*** - három másik versenyzővel azonos eredményt ért el

## Cselgáncs
Férfi
| Versenyző           | Versenyszám | Selejtező         | 32-es főtábla                     | Nyolcaddöntő                 | Negyeddöntő                    | Elődöntő          | Vigaszág első kör | Vigaszág negyeddöntő            | Vigaszág elődöntő | Bronz- mérkőzés   | Döntő             | Helyezés |
| Versenyző           | Versenyszám | Ellenfél Eredmény | Ellenfél Eredmény                 | Ellenfél Eredmény            | Ellenfél Eredmény              | Ellenfél Eredmény | Ellenfél Eredmény | Ellenfél Eredmény               | Ellenfél Eredmény | Ellenfél Eredmény | Ellenfél Eredmény | Helyezés |
| ------------------- | ----------- | ----------------- | --------------------------------- | ---------------------------- | ------------------------------ | ----------------- | ----------------- | ------------------------------- | ----------------- | ----------------- | ----------------- | -------- |
| Jean-Claude Raphaël | Középsúly   |                   | Victor Florescu (MDA) · 1000-0000 | Xu Zhiming (CHN) · 1100-0000 | Keith Morgan (CAN) · 0000-1000 |                   |                   | Rəsul Səlimov (AZE) · 0101-1010 | kiesett           | kiesett           |                   | 9.       |

## Íjászat
Férfi
| Versenyző     | Versenyszám | Selejtező | Selejtező | 64-es főtábla                      | 32-es főtábla     | Nyolcaddöntő      | Negyeddöntő       | Elődöntő          | Döntő             | Helyezés |
| Versenyző     | Versenyszám | Pont      | Kiemelt   | Ellenfél Eredmény                  | Ellenfél Eredmény | Ellenfél Eredmény | Ellenfél Eredmény | Ellenfél Eredmény | Ellenfél Eredmény | Helyezés |
| ------------- | ----------- | --------- | --------- | ---------------------------------- | ----------------- | ----------------- | ----------------- | ----------------- | ----------------- | -------- |
| Yehya Bundhun | Egyéni      | 537       | 62.       | Kim Cshongthe (KOR) (3.) · 141-169 | kiesett           | kiesett           | kiesett           | kiesett           | kiesett           | 62.      |

## Ökölvívás
| Versenyző        | Versenyszám     | Selejtező                       | Nyolcaddöntő      | Negyeddöntő       | Elődöntő          | Döntő             | Helyezés |
| Versenyző        | Versenyszám     | Ellenfél Eredmény               | Ellenfél Eredmény | Ellenfél Eredmény | Ellenfél Eredmény | Ellenfél Eredmény | Helyezés |
| ---------------- | --------------- | ------------------------------- | ----------------- | ----------------- | ----------------- | ----------------- | -------- |
| Riaz Durgahed    | Harmatsúly      | Nehomar Cermeño (VEN) · 4-16    | kiesett           | kiesett           | kiesett           | kiesett           | 17.      |
| Giovanni Frontin | Könnyűsúly      | José Leonardo Cruz (COL) · 9-10 | kiesett           | kiesett           | kiesett           | kiesett           | 17.      |
| Michael Macaque  | Szupernehézsúly | Art Binkowski (CAN) · 14-21     | kiesett           | kiesett           | kiesett           | kiesett           | 17.      |

## Súlyemelés
Férfi
| Versenyző                | Versenyszám | Szakítás | Szakítás | Lökés    | Lökés    | Összesen | Helyezés |
| Versenyző                | Versenyszám | Eredmény | Helyezés | Eredmény | Helyezés | Összesen | Helyezés |
| ------------------------ | ----------- | -------- | -------- | -------- | -------- | -------- | -------- |
| Gino Soupprayen Padiatty | 56 kg       | 95,0     | 19.      | 115,0    | 19.      | 210,0    | 19.      |

## Tollaslabda
| Versenyző                                    | Versenyszám  | Selejtező                     | 32-es főtábla                                                         | Nyolcaddöntő      | Negyeddöntő       | Elődöntő          | Döntő             | Helyezés |
| Versenyző                                    | Versenyszám  | Ellenfél Eredmény             | Ellenfél Eredmény                                                     | Ellenfél Eredmény | Ellenfél Eredmény | Ellenfél Eredmény | Ellenfél Eredmény | Helyezés |
| -------------------------------------------- | ------------ | ----------------------------- | --------------------------------------------------------------------- | ----------------- | ----------------- | ----------------- | ----------------- | -------- |
| Denis Constantin                             | Férfi egyes  | erőnyerő                      | Peter Gade (DEN) · 3–15, 9–15                                         | kiesett           | kiesett           | kiesett           | kiesett           | 17.      |
| Denis Constantin Édouard Clarisse            | Férfi páros  |                               | Nagy-Britannia (GBR) · Julian Robertson · Peter Knowles · 6–15, 10–15 | kiesett           | kiesett           | kiesett           | kiesett           | 17.      |
| Amrita Sawaram                               | Női egyes    | Julia Mann (GBR) · 0–11, 0–11 | kiesett                                                               | kiesett           | kiesett           | kiesett           | kiesett           | 33.      |
| Amrita Sawaram Marie-Hélène Valérie-Pierre   | Női páros    |                               | Japán (JPN) · Macuda Haruko · Ivata Josiko · 2–15, 2–15               | kiesett           | kiesett           | kiesett           | kiesett           | 17.      |
| Marie-Hélène Valérie-Pierre Stephan Beeharry | Vegyes páros |                               | Kanada (CAN) · Kara Solmundson · Mike Beres · 2–15, 6–15              | kiesett           | kiesett           | kiesett           | kiesett           | 17.      |

## Úszás
Férfi
| Versenyző | Versenyszám | Előfutam | Előfutam | Előfutam | Elődöntő | Elődöntő | Elődöntő | Döntő   | Döntő    |
| Versenyző | Versenyszám | Idő      | Hely.    | Össz.    | Idő      | Hely.    | Össz.    | Idő     | Helyezés |
| --------- | ----------- | -------- | -------- | -------- | -------- | -------- | -------- | ------- | -------- |
| Chris Lim | 100 m gyors | 54,33    | 3.       | 66.      | kiesett  | kiesett  | kiesett  | kiesett | kiesett  |

Női
| Versenyző        | Versenyszám | Előfutam | Előfutam | Előfutam | Elődöntő | Elődöntő | Elődöntő | Döntő   | Döntő    |
| Versenyző        | Versenyszám | Idő      | Hely.    | Össz.    | Idő      | Hely.    | Össz.    | Idő     | Helyezés |
| ---------------- | ----------- | -------- | -------- | -------- | -------- | -------- | -------- | ------- | -------- |
| Nathalie Lee Baw | 100 m gyors | 1:06,67  | 4.       | 50.      | kiesett  | kiesett  | kiesett  | kiesett | kiesett  |